# Atentados del Domingo de Ramos de Egipto de 2017
El 9 de abril de 2017 se produjeron dos ataques contra la comunidad cristiana copta en Egipto coincidiendo con la celebración del Domingo de Ramos. Ocurrieron en la iglesia copta Mar Guergues (San Jorge en árabe) en Tanta y frente a la catedral de Alejandría. Fueron reivindicados por el Estado Islámico, provocando al menos 53 muertos y 204 heridos. Los atentados se perpetraron 20 días antes de la visita del papa Francisco en su primer viaje a Oriente Medio del 28 y 29 de abril.

## Atentado en Tanta

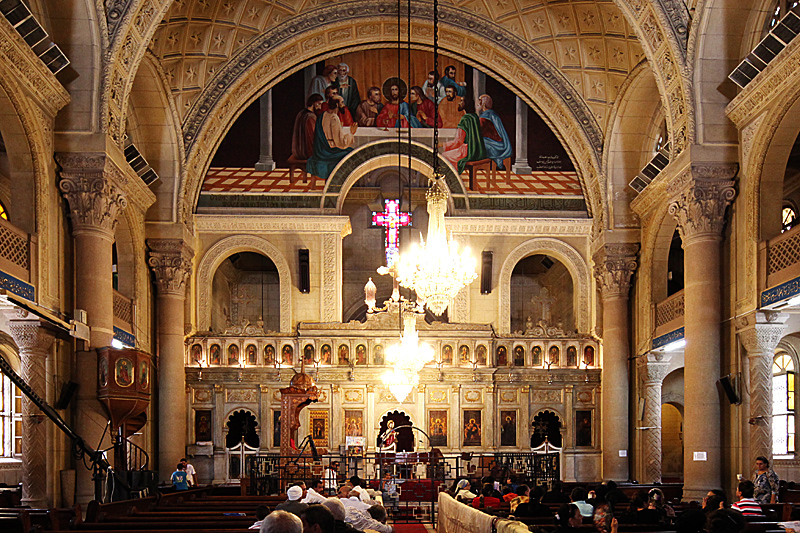
Interior de la catedral.

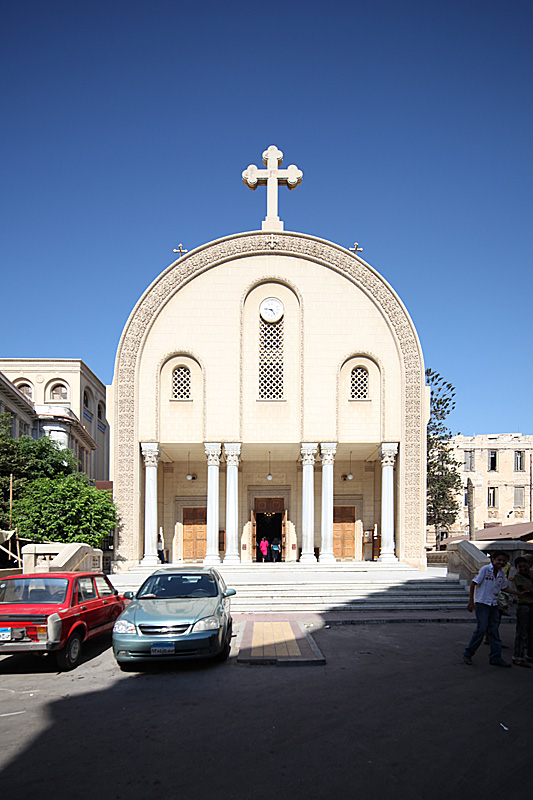
Parte exterior de la catedral.

El atentado contra la iglesia copta de Mar Guergues (San Jorge en árabe) de la ciudad egipcia de Tanta ocurrió poco antes de las 10 de la mañana hora local. Se produjo por la explosión de una bomba dentro de la iglesia mientras los fieles estaban dentro rezando poco antes de las 10 de la mañana hora local, coincidiendo con las celebraciones del Domingo de Ramos, inicio de la Semana Santa. La explosión tuvo lugar en las primeras filas cerca del altar. El resultado provisional es de al menos 29 personas muertas y 78 heridas.

## Atentado en Alejandría
Pocas horas después, se produjo un atentado suicida frente a la catedral de San Marcos de Alejandría provocando otros 18 muertos y 66 heridos.
Un hombre que llevaba un chaleco cargado de explosivos intentó entrar en la catedral donde en ese momento el papa copto Teodoro II estaba oficiando la misa de Domingo de Ramos. Cuando la policía le pidió que primero pasara por el arco de control detonó los explosivos del chaleco en la calle.

## Reivindicación
Ambos atentados han sido reivindicados por el Estado Islámico el mismo día que fueron cometidos a través de la agencia Amaq. Dos meses antes, en febrero, amenazó en un vídeo a los coptos añadiendo que «lo peor estaba por venir».

## Reacciones

### Locales
En Egipto el primer ministro egipcio Sherif Ismaïl condenó el atentado señalando «la determinación del Estado a erradicar tales actos terroristas y eliminar la raíz del terrorismo negro». La universidad de Al Azhar condenó este ataque contra «inocentes» y denunciando que el objetivo era la división del país.
El presidente egipcio Abdel Fattah el-Sisi convocó al consejo de seguridad y dijo que los heridos podían recibir atención médica en hospitales militares.

### Internacionales
El papa Francisco condenó el atentado de Tanta durante la ceremonia del Domingo de Ramos celebrada en el Vaticano, haciendo un llamamiento a los terroristas, fabricantes de armas y traficantes a parar.
La Cancillería argentina emitió un comunicado en el cual condena los atentados, solidarizándose con el gobierno y el pueblo de Egipto.
Hasta el momento, no ha habido pronunciamiento por algún miembro de la comunidad islámica.
Los Gobiernos colombiano, canadiense, alemán, francés, ruso, rumano, polaco, mexicano y estadounidense condenaron el ataque en Egipto
Después de los ataques, Israel cerró el cruce fronterizo de Taba con Egipto.